# Llave catalana
El término llave catalana  puede referirse como mínimo a tres tipos de llaves fabricadas y diseñadas a Cataluña desde el siglo XIV en siglo XIX.
Una llave de arma  es una pletina comportando diferentes piezas que, incorporada a un arma de fuego mediante un mecanismo, permite encender la pólvora del oído del cañón causando la explosión de la carga y la consiguiente expulsión del proyectil a gran velocidad.

## Llave catalana de mecha
Respecto al diseño y fabricación, (con referencia al menos de la Corona de Aragón), en 1380 había  llaves primitivas catalanas  El Gran Capitán al volver de las guerras de Italia le encargó a un armero de la Corona de Aragón que le modificara los arcabuces por él fabricados de manera que se pudieran cargar por la culata para conseguir una carga más rápida, y este le entregó un prototipo, reconstruido por Zuloaga en 1880.
Hay un grabado al  "libro de pasantes del gremio de plateros de Barcelona" " de 1641 en el gue aparece un soldado de la Guerra de los segadores con un arcabuz con Llave de mecha.

## Llave catalana de rueda
Conservado en la "Real Armería de Madrid" con el código K-7, hay un arcabuz de 1546 con llave catalana de rueda, con un punzón con las armas de Montserrat, que evidencia la manufactura catalana y también el diseño, ya que según James D. Lavin tiene soluciones mecánicas innovadoras y únicas.

## Llave de miquelete de sílex
La llave de miquelet  es un mecanismo para disparar armas de fuego, utilizando una piedra de sílex o pedernal puesta en la cabeza de una pieza llamada  ca  que repercute cerca del fogón, activado por un gatillo o  clave . La ignición se provoca en el  fogón  o  cazoleta , una pequeña cavidad que se carga de pólvora fina protegida por un  colcha . Este mecanismo sustituyó al Llave de mecha o más exactamente al Llave de rueda del que cogió la pedernal. De hecho fue la respuesta a la petición de Carlos V de Habsburgo después de la campaña de Túnez en que el viento y la lluvia impedía disparar los arcabuces al abrir la cazoleta para disparar (tanto de mecha como de rueda ). Terminó tomando el nombre de Llave de pedernal 

## Llave de miquelete a percusión
La llave de miquelet a percusión es un mecanismo para disparar armas de fuego, que hace golpear una pieza llamada martillo, activada por un gatillo, sobre un pistón de fulminato de mercurio que al estallar provoca la ignición de la pólvora. Este mecanismo sustituyó a la Llave de sílex, a finales del siglo XVIII.